# Старорусское (Калининградская область)
Старорусское — посёлок в Гурьевском городском округе Калининградской области. До 2014 года входило в состав Храбровского сельского поселения.

## География
Посёлок Старорусское расположен в междуречье Морянок Малой и Большой, в 1,4 км выше (южнее) их устьев на Куршском заливе, в 21,6 км по прямой к северо-востоку от северо-восточных окраин застройки областного центра, города Калининграда.

## История
Населённый пункт относится к исторической области древней Пруссии именем Самбия. Прусское название Эйтунай.
Поселение Айтинен было основано в самом начале XV века.
По итогам Второй Мировой войны населённый пункт передан в состав СССР вкупе со всей северной частью Восточной Пруссии.
В 1946 году Айтинен был переименован в поселок Старорусское.
Ныне в составе России как правопреемницы СССР.

## Население
В 1939 году в Айтинене проживало 270 человек.
| 2002 | 2010 |
| ---- | ---- |
| 25   | ↗29  |